# Сан Ђакомо (Козенца)
Сан Ђакомо је насеље у Италији у округу Козенца, региону Калабрија.
Према процени из 2011. у насељу је живело 1295 становника. Насеље се налази на надморској висини од 755 м.